# Rezerwat przyrody Buczyna (powiat sępoleński)
Rezerwat przyrody Buczyna – rezerwat leśny o powierzchni 20,01 ha, położony w województwie kujawsko-pomorskim, powiecie sępoleńskim, gminie Sępólno Krajeńskie.
Obszar rezerwatu podlega ochronie ścisłej.

## Lokalizacja

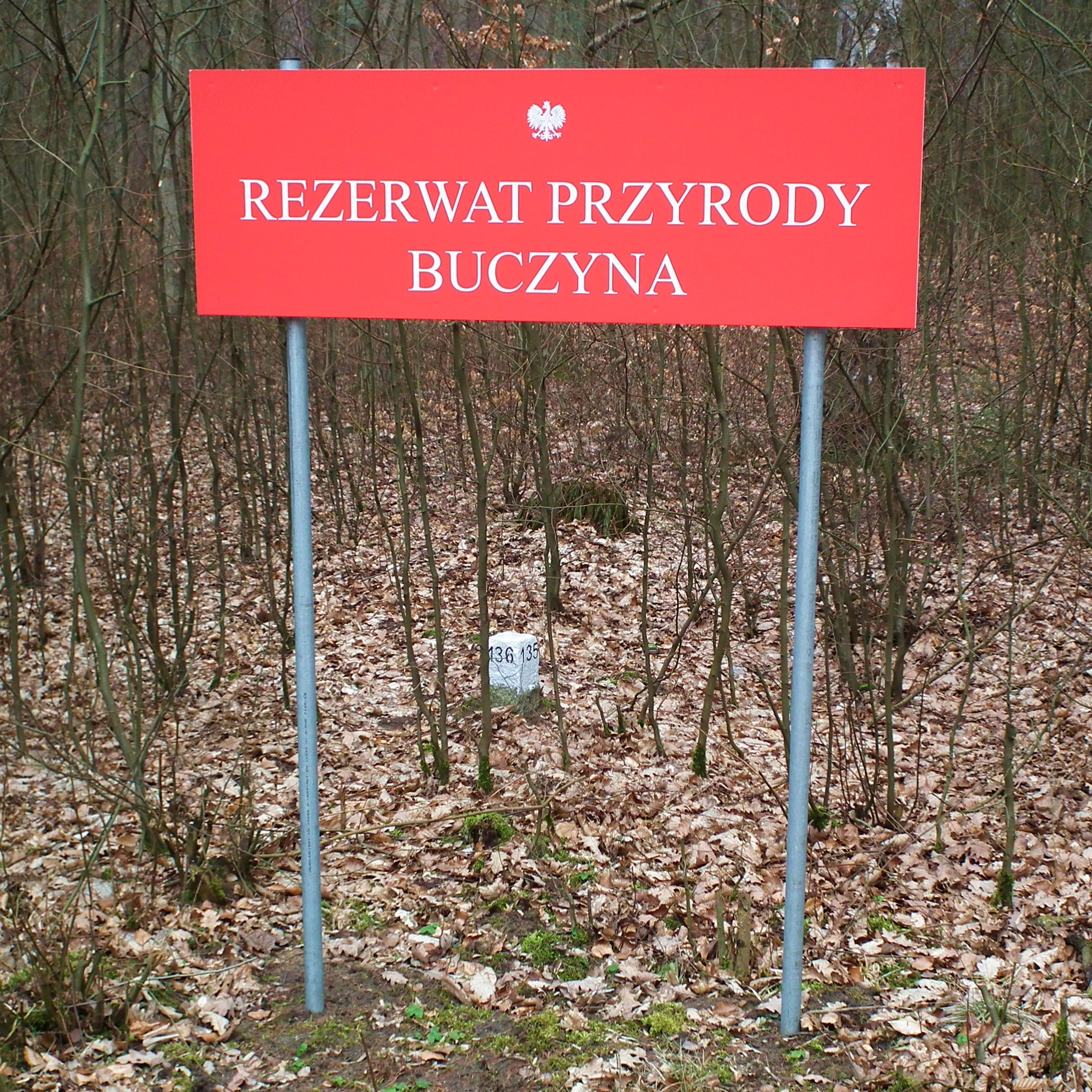
Tablica informacyjna

Pod względem fizycznogeograficznym rezerwat znajduje się w mezoregionie Pojezierze Krajeńskie.
Znajduje się w pobliżu styku granic trzech województw: kujawsko-pomorskiego, pomorskiego i wielkopolskiego, na północ od Jeziora Lutowskiego.
Rezerwat jest położony w obrębie Krajeńskiego Parku Krajobrazowego. Zajmuje fragment kompleksu leśnego należącego do nadleśnictwa Lutówko.

## Historia
Rezerwat został utworzony Rozporządzeniem Wojewody Kujawsko-Pomorskiego Nr 247 / 00 z dnia 7 grudnia 2000 roku.

## Charakterystyka
Rezerwat chroni żyzną buczynę niżową z licznymi gatunkami chronionymi.
Najcenniejszym elementem drzewostanu są okazałe buki oraz podrost bukowy, miejscami o zwarciu przekraczającym 80%, nadający zbiorowisku cechy naturalne. W miejscach nie opanowanych przez drzewa, rozwija się typowe dla lasów liściastych ubogie runo, w którym rosną m.in.: zawilec żółty, gajowy, miodunka plamista, złoć żółta i inne. 
W rezerwacie występują rośliny chronione: lilia złotogłów, wawrzynek wilczełyko, kopytnik pospolity, marzanka wonna, a także kilkaset gatunków roślin naczyniowych.

## Szlak turystyczny
W pobliżu rezerwatu przebiega  pieszy szlak turystyczny „Rezerwatów Krajeńskich” Sypniewo – Witkowo 29 km.